# Leptomyrmex nigriceps
Leptomyrmex nigriceps é uma espécie de formiga do gênero Leptomyrmex.